# Steirodon alfaroi
Steirodon alfaroi är en insektsart som först beskrevs av Rehn, J.A.G. 1944.  Steirodon alfaroi ingår i släktet Steirodon och familjen vårtbitare. Inga underarter finns listade i Catalogue of Life.